# Scott Wiseman
Scott Nigel Kenneth Wiseman (* 9. Oktober 1985 in Kingston upon Hull) ist ein ehemaliger englisch-gibraltarischer Fußballspieler.

## Karriere
Wiseman wechselte 2003 aus der Jugend in die erste Mannschaft von Hull City. In den Jahren von 2003 bis 2007 absolvierte er 14 Spiele für Hull, unter anderem in der Football League Championship. 2005 wurde er an Boston United in die viertklassige Football League Two verliehen. Im August 2006 wurde er erneut verliehen, und zwar in die dritte englische Liga, der Football League One, zu Rotherham United. 2007 wechselte er zum FC Darlington. Nach nur einem Jahr ging er zum AFC Rochdale und stieg mit dem Verein 2010 von der vierten in die dritte Liga auf. Von 2011 bis 2014 stand Wiseman beim FC Barnsley unter Vertrag. Von Januar 2014 bis Sommer 2015 spielte er für Preston North End.
Im Sommer 2015 wechselte er dann zum Ligakonkurrenten Scunthorpe United. Hier absolvierte Wiseman in 2 Spielzeiten 48 Ligaspiele, daneben kam er auch im FA Cup und League Cup zum Einsatz. Am 1. Juli 2017 wechselte er in die Football League Two zum FC Chesterfield. Zwischen Januar und Mai 2018 wurde er an AFC Rochdale ausgeliehen, für die er bereits zwischen 2008 und 2011 auflief. Diese spielten zum Zeitpunkt der Leihe in der League One (3. Liga), damit eine Spielklasse höher als Chesterfield.
Im Sommer 2018 schloss sich Wiseman dann Salford City an und spielte damit in der National League, der 5. Liga in England. Über die Play-offs gelang in der Spielzeit 2018/19 der Aufstieg in die Football League Two, zudem konnte die EFL Trophy im Finale gegen den FC Portsmouth gewonnen werden. Nach einer weiteren Spielzeit bei Salford City in der  Football League Two verließ er den Verein.
Im Juli 2020 wechselte Wiseman in die Gibraltar Eurobet Division zum gibraltischen Rekordmeister Lincoln Red Imps FC. In der Spielzeit 2020/21 wurde er mit dem Verein Meister und qualifizierte sich in der Folge mit dem Club als erster gibraltischer Verein überhaupt für die neu geschaffene UEFA Europa Conference League.
Nach Abschluss der Spielzeit 2022/2023 beendete Wiseman seine Karriere.

## Nationalmannschaft
Im Oktober 2013 wurde Wiseman für die Nationalmannschaft von Gibraltar nominiert und ist damit einer der wenigen Profifußballer in der Mannschaft. Sein Länderspieldebüt gab er am 19. November 2013 im portugiesischen Faro bei einem 0:0 gegen die Slowakei. Wiseman lief insgesamt 38 Mal für Gibraltar auf. Sein letztes Spiel als Nationalspieler bestritt er am 19. Juni 2023 bei der 0:3-Niederlage gegen Irland im Rahmen der Qualifikation zur Europameisterschaft 2024.

## Trainer
Seit 28. März 2023 ist Wiseman Trainer der U16 von Gibraltar.

## Erfolge
- EFL-Trophy-Sieger: 2020
- Aufstieg in die Football League Two: 2018/19
- Gibraltischer Meister: 2021, 2022 & 2023
- Gibraltarischer-Fußballpokal-Sieger: 2021 & 2022
- Gibraltarischer Fußball-Supercup-Sieger: 2022